# فاضل أحمد
فاضل أحمد (مواليد 3 يناير 1985، لاعب كرة قدم إماراتي يجيد اللعب في الظهير الأيسر .
لعب سابقاً مع أندية العين و الوصل و حتا و نادي دبي .